# Tommaso Maria Fusco
Tommaso Maria Fusco (1. prosince 1831, Pagani – 24. února 1891, tamtéž) byl italský římskokatolický kněz, zakladatel kongregace Dcer lásky vzácné krve. Katolická církev jej uctívá jako blahoslaveného.

## Život
Narodil se dne 1. prosince 1831 v Pagani v Kampánii jako sedmé z osmi dětí rodičům Antoniu Fuscovi a Stelle Giordano. Jeho matka zemřela, když mu bylo šest let a otec, když mu bylo deset let. Po osiření si jej a jeho sourozence adoptoval strýc Giuseppe.
V roce 1847 zahájil svá kněžská studia ve městě Nocera Inferiore. Toto období poznamenala smrt jeho strýce Giuseppeho. Po absolvování studií byl dne 22. prosince 1855 byl vysvěcen na kněze pro diecézi Nocera Inferiore.
Po svém vysvěcení sloužil jako farář a ve svým obydlí zřídil školu. Věnoval se poté výuce na této škole a také vedení večerních kurzů pro dospělé. V roce 1857 vstoupil do misijní společnosti, načež se věnoval cestám po jihu Itálie, kde kázal. Propagoval úctu ke Krvi Páně.
Dne 6. ledna 1873 založil ženskou řeholní kongregaci Dcer lásky vzácné krve. Jím založená kongregace má poslání vykonávat misijní apoštolát. Založil také Kněžskou společnost katolického apoštolátu jako prostředek podpory misií. Mezi lety 1874–1887 byl farářem v Pagani. Napsal řadu publikací na různá témata, která zahrnovala zvláště morální teologii.
Zemřel dne 24. února 1891 v Pagani na chronické onemocnění jater. V Pagani jsou také uchovávány jeho ostatky.

## Úcta
Jeho beatifikační proces započal dne 31. července 1981, čímž obdržel titul služebník Boží. Dne 24. dubna 2001 jej papež sv. Jan Pavel II. podepsáním dekretu o jeho hrdinských ctnostech prohlásil za ctihodného. Dne 7. července 2001 byl uznán zázrak na jeho přímluvu, potřebný pro jeho blahořečení.
Blahořečen pak byl dne 7. října 2001 na Svatopetrském náměstí papežem sv. Janem Pavlem II.
Jeho památka je připomínána 24. února. Bývá zobrazován v kněžském oděvu. Je patronem jím založené kongregace.